# Oleg Knorring
Oleg Knorring (Олег Борисович Кнорринг de son nom patronymique russe, 1907-1968) est un photographe russe.

## Biographie
Knorring a travaillé pour RIA Novosti. Il a notamment photographié la bataille de Moscou.

## Galerie d’œuvres

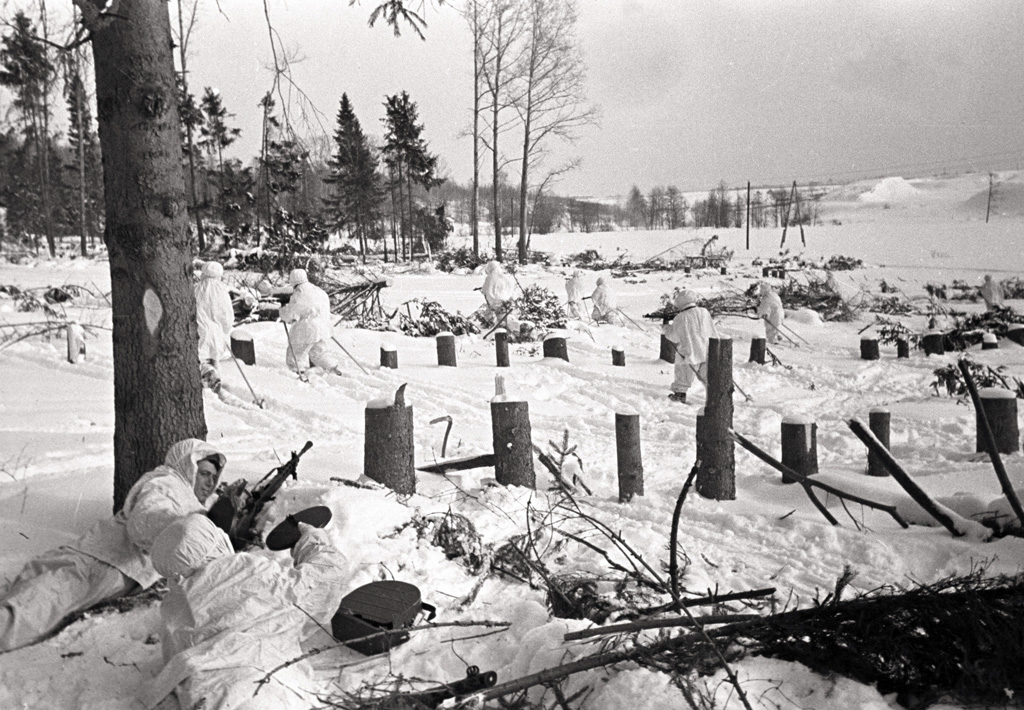
La guerre en hiver, décembre 1941.
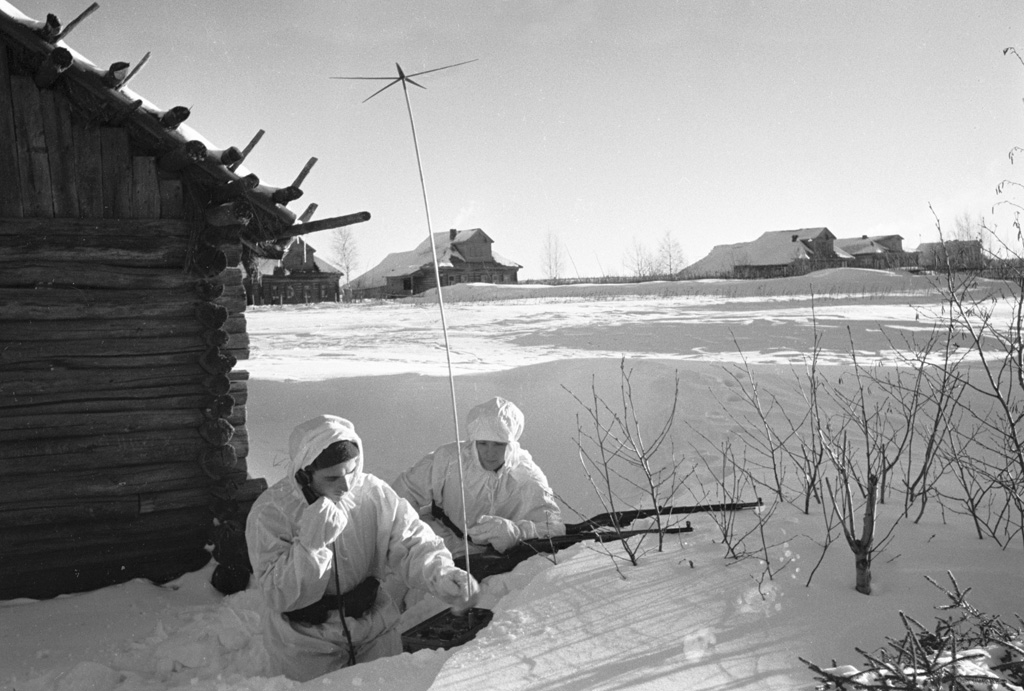
Radio opérateur en rapport avec son quartier général, décembre 1941.
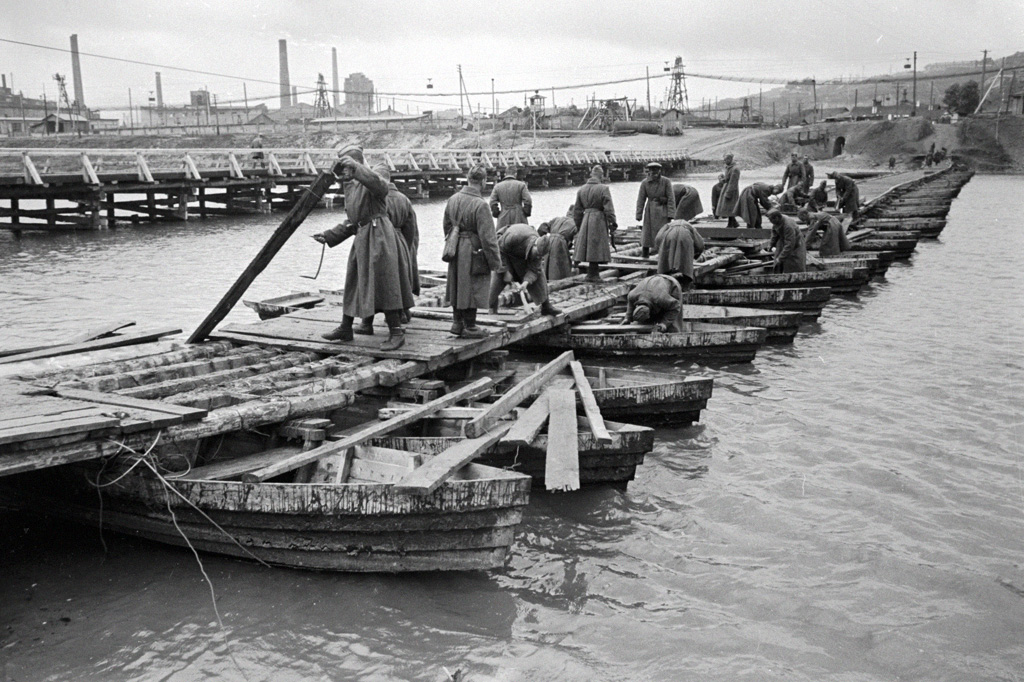
Unité du génie montant un pont, oblast de Donetsk, août 1943.